# Canadair CF-104 Starfighter
Le Canadair CF-104 Starfighter était une version produite sous licence au Canada de l'intercepteur supersonique américain Lockheed F-104 Starfighter. Produit par Canadair, il fut essentiellement employé comme chasseur-bombardier, bien qu'étant initialement conçu comme intercepteur. Il servit au sein de la Royal Canadian Air Force (RCAF) et plus tard des Forces armées canadiennes (FAC), avant d'être remplacé par le CF-18 Hornet.

## Conception et développement

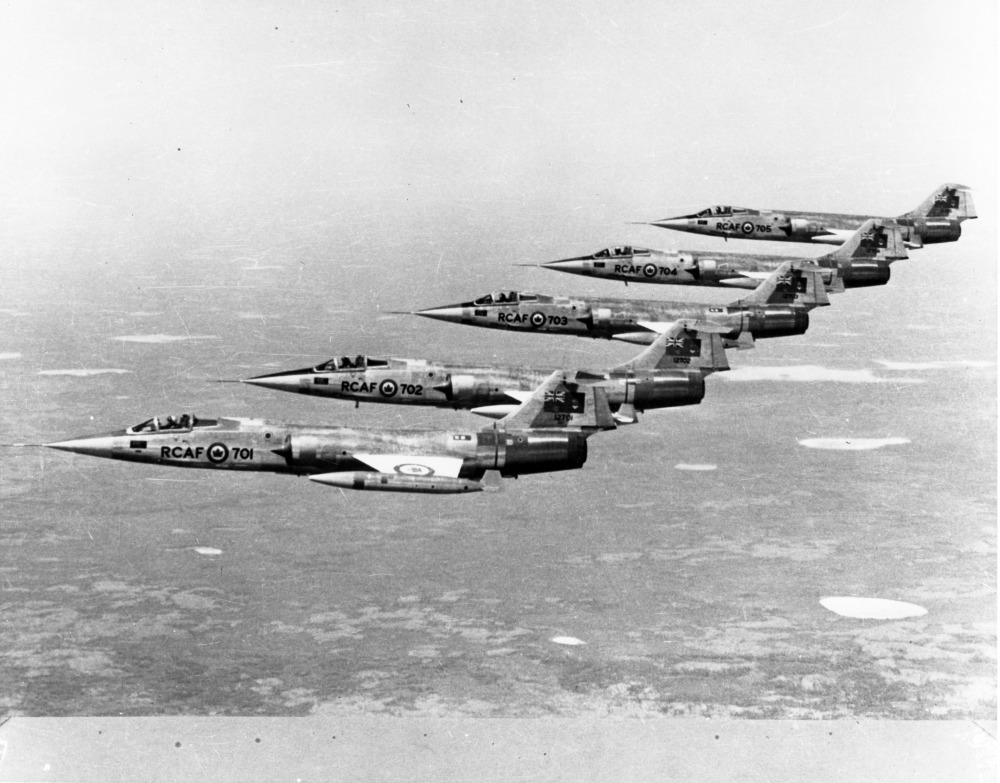
Les cinq premiers CF-104 construits en 1961 en formation. Tous furent construits à l'usine de Cartieville de Canadair, sauf le 702, construit à l'Air Force Plant 42, à Palmdale, en Floride.

À la fin des années 1950, le Canada redéfinit son rôle au sein de l'Organisation du traité de l'Atlantique nord (OTAN), avec un engagement dans les missions d'attaque nucléaire,. Au même moment, la RCAF commença à considérer le remplacement de ses Canadair Sabre, qui avaient été utilisés comme chasseurs de jour de l'OTAN. Une compétition internationale fut lancée, impliquant des appareils en service ou en cours de développement, parmi lesquels les Blackburn Buccaneer, Dassault Mirage IIIC, Fiat G.91, Grumman Super Tiger, Lockheed F-104G Starfighter, Northrop N-156 et le F-105 Thunderchief. Bien que la RCAF ait préféré le F-105 équipé d'un turboréacteur Orenda Iroquois, le choix pour un avion d'attaque et de reconnaissance se tourna également autour des coûts, autant que des capacités,.
Un besoin du gouvernement canadien pour une fabrication sous licence favorisa également la proposition de Lockheed, en raison d'une collaboration avec la société Canadair, basée à Montreal. Le 14 août 1959, Canadair fut sélectionnée pour la production sous licence de 200 appareils Lockheed pour la RCAF. De plus, Canadair se vit attribuer un contrat pour la fabrication de jeux d'ailes, d'assemblages de queue et de sections arrières de fuselage pour 66 exemplaires de F-104G construits par Lockheed pour l'armée de l'air ouest-allemande,.
La désignation interne de Canadair était CL-90, alors que la version de la RCAF était initialement désignée CF-111, puis changea en CF-104. Bien qu'essentiellement similaire au F-104G, le CF-104 fut optimisé pour le rôle d'assaut nucléaire et de reconnaissance. Il fut en effet équipé d'un radar R-24A NASARR uniquement destiné à l'attaque air-sol et disposait d'un espace ventral pouvant accueillir un pod de reconnaissance équipé de quatre caméras Vinten. D'autres différences inclurent la conservation de la perche de ravitaillement amovible, la suppression initiale du canon interne M61A1 Vulcan de 20 mm (remplacé par un réservoir de carburant supplémentaire), et les éléments du train d'atterrissage principal équipés d'amortisseurs hydrauliques à course plus importante et de pneumatiques plus gros.
Le premier vol d'un CF-104 de construction canadienne (s/n 12701) fut réalisé le 26 mai 1961. La production de CF-104 par Canadair fut de 200 exemplaires, avec 140 F-104G supplémentaires produits pour Lockheed. Les 38 exemplaires de la version biplace désignée CF-104D ne furent jamais produits au Canada. Ils furent en fait assemblés par Lockheed spécifiquement pour la RCAF et étaient essentiellement des TF-104G équipés d'un turboréacteur J79-OEL-7 produit par Orenda Engines (en). Ils furent initialement désignés CF-113 puis cette désignation fut changée en CF-104D.

## Histoire opérationnelle

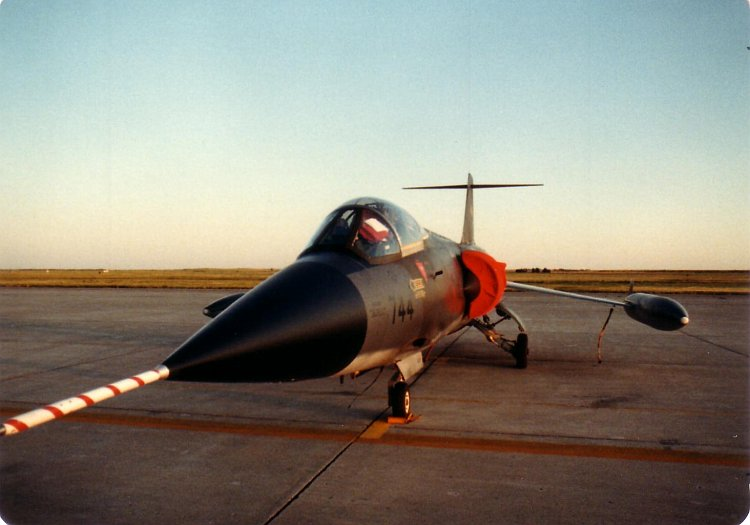
Un CF-104 du escadron à la Base des Forces canadiennes Moose Jaw, en 1982.

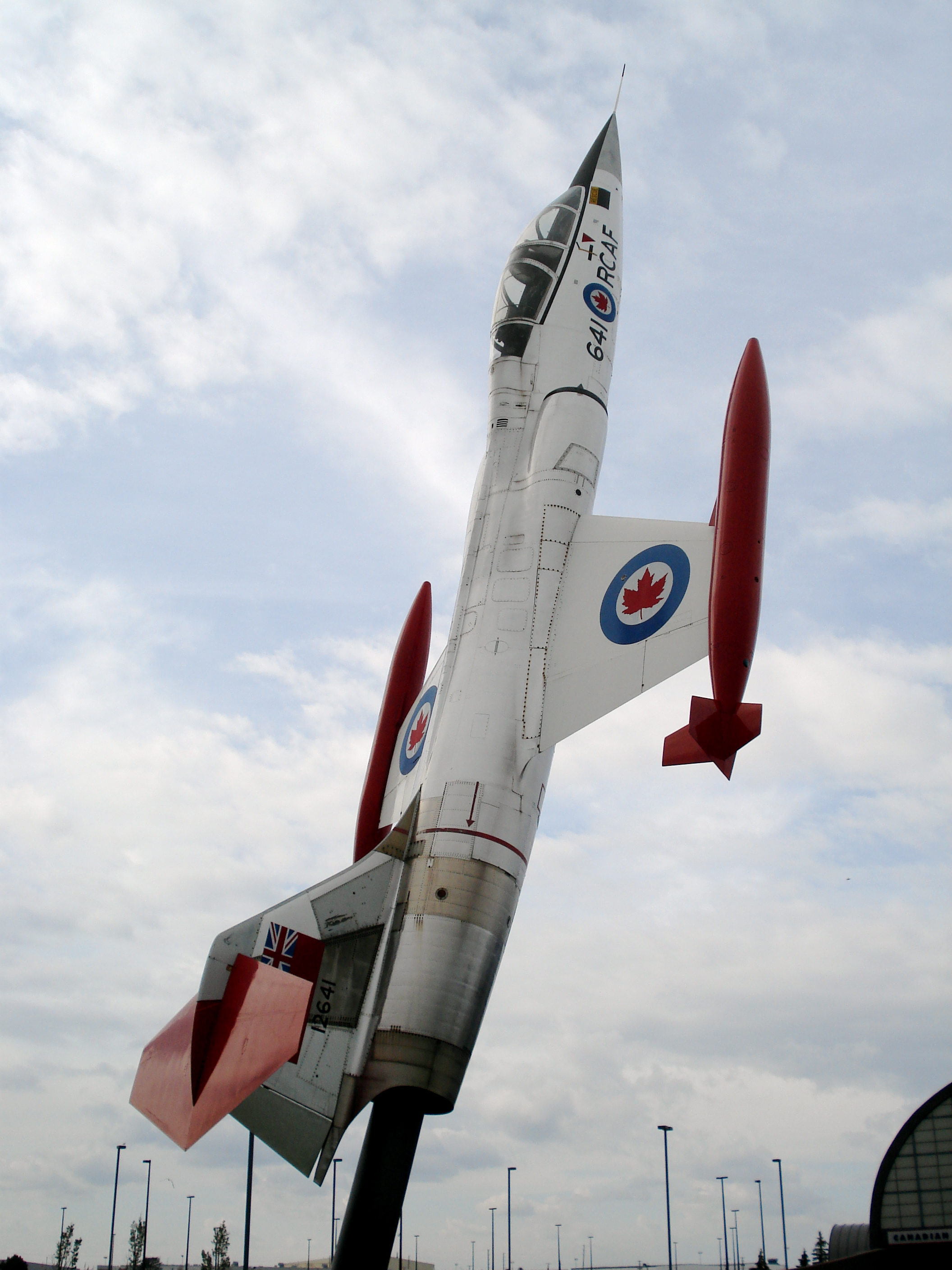
CF-104D exposé devant le Canadian Warplane Heritage Museum.

Le CF-104 entra en service au Canada en mars 1962. Initialement conçu comme intercepteur supersonique, il fut pourtant utilisé principalement pour de l'attaque à basse altitude et de la reconnaissance par la RCAF. Huit escadrons de CF-104 furent initialement stationnés en Europe au sein de la 1re Division aérienne, en tant que participation canadienne aux engagements de l'OTAN. Ce nombre fut réduit à six en 1967, puis finalement trois en 1970. Jusqu'en 1971, cette participation aux opérations de l'OTAN incluait un rôle d'attaque nucléaire qui aurait vu agir des avions canadiens équipés d'armes nucléaires d'origine américaine dans une éventualité de conflit avec les forces des pays du pacte de Varsovie. Au cours de son service actif, le CF-104 transporta les bombes nucléaires B28, B43 (en) et B57. Quand les forces armées canadiennes (CAF) abandonnèrent le rôle d'assaut/reconnaissance pour celui de l'attaque conventionnelle, le canon M61A1 fut réinstallé dans l'avion, de même que l'emploi d'armes classiques, comme les bombes Snake Eye américaines, les bombes à fragmentation BL755 britanniques et les roquettes CRV7 (en) de conception canadienne. Bien que les pilotes canadiens s’entraînaient au combat aérien et à ses tactiques, les missiles AIM-9 Sidewinder ne furent jamais emportés opérationnellement par les Starfighters canadiens. Ironiquement, les CF-104 livrés aux autres forces aériennes, comme celles de la Norvège ou du Danemark, emportaient eux des Sidewinders sur un pylône central double et sur les rails d'extrémité d'ailes. La version biplace CF-104D n'emportait habituellement aucun armement, à l'exception d'un distributeur de bombes d'exercice accroché sous le pylône d'emport central de fuselage.
Les passes d'attaque à basse altitude du CF-104 étaient effectuées visuellement à 100 pieds (33 m) du sol et à des vitesses supérieures à 600 nœuds (1 111 km/h). Les manœuvres évasives à basse altitude pouvaient parfois augmenter les vitesses à des valeurs supersoniques. Le CF-104 était très difficile à attaquer, en raison de sa petite taille, sa vitesse et ses capacités à basse altitude. Dave Jurkowski, ancien pilote de CF-104 et CF-18, déclarait : « À cause de notre vitesse, de notre taille et de nos opérations à basse altitude, aucun appareil canadien n'a jamais été descendu, que ce soit par des menaces aériennes ou terrestres, au cours des trois exercices « Red Flag » auxquels nous avons participé ». Le CF-104 eut beaucoup de succès pendant les exercices opérationnels menés par l'OTAN. Les Canadiens prirent part pour la première fois à la rencontre AFCENT Tactical Weapons meet en 1964 et continuèrent chaque année qui suivit. Cette rencontre était une compétition entre des escadrons provenant de Belgique, France, Allemagne de l'Ouest, États-Unis, Royaume-Uni et Pays-Bas. Les résultats étaient basés sur plusieurs facteurs : précision des bombardements, temps sur la cible, navigation, planification des missions, et maintenance des appareils au sol. Les pilotes étaient choisis au hasard parmi les différents escadrons, afin de représenter avec fidélité les capacités opérationnelles réelles des différentes unités.
À la fin des années 1970, le New Fighter Aircraft Project (en) (NFA, « projet de nouveau chasseur ») fut lancé pour trouver un remplaçant convenable au CF-104, mais également au CF-101 Voodoo et au Canadair CF-5. Le gagnant de cette compétition fut le CF-18 Hornet (désigné officiellement CF-188 au Canada), qui commença à remplacer le CF-104 en 1982. Tous les CF-104 furent retirés du service par les forces canadiennes en 1987, la plupart des exemplaires restants étant donnés à la Turquie.

## Accidentologie et réputation
Il y eut 110 accidents de classe A au cours des 25 ans de service du CF-104 au Canada, résultant en la perte de 27 pilotes. La plupart se produisirent pendant le début du programme, qui se focalisait sur les problèmes de jeunesse de l'avion. Sur les 110 accidents de classe A, 21 furent attribués à l'ingestion de corps étrangers (dont 14 étaient des oiseaux), 14 furent des pannes moteur en vol, 6 étaient imputables à des erreurs de maintenance et 9 furent des collisions en vol. 32 accidents furent des collisions avec le sol pendant des vols à basse altitude sous mauvaises conditions météo. Sur les 37 pilotes perdus, 4 furent clairement victimes de pannes de systèmes, alors que les autres perdirent la vie essentiellement à cause d'inattention. Le taux d'accidents du CF-104 reste toutefois bien moins mauvais que celui de son prédécesseur, le F-86 Sabre. En effet, en seulement douze ans d'emploi de cet appareil, il se produisit 282 accidents de classe A, avec la perte de 112 pilotes. Le Sabre était aussi un avion plus basique et était employé en altitude.
Le CF-104 fut surnommé « Widowmaker » (« faiseur/faiseuse de veuves ») par la presse, mais pas par les pilotes et les équipages de l'avion. À ce propos, David Bashow déclare, à la page 92 de son livre : « Je n'ai jamais entendu un pilote l'appeler « Widowmaker » ». Dans ce même ouvrage, page 93, Sam Firth est cité déclarant : « Je n'ai jamais entendu la moindre personne qui ait piloté, entretenu, contrôlé ou surveillé cet avion, dans quelque force aérienne que ce soit (y compris la Luftwaffe), l'appeler « Widowmaker » ». En fait, les pilotes faisaient parfois référence à cet avion sous les surnoms de « Aluminium Death Tube » (« Tube de la mort en aluminium »), « The Lawn Dart » (« La fléchette de pelouse (en) ») et « The Flying Phallus » (« Le phallus volant »). Les noms qui ressortaient tout de même le plus souvent étaient en fait tout simplement « le 104 » ou « le Starfighter ».
Globalement, la mauvaise réputation du Starfighter était peu justifiée. En effet, le style de pilotage requis (utilisation pour l'attaque à basse altitude d'un avion conçu pour l'interception à haute altitude) et les opérations effectuées par mauvais temps furent la cause de la majorité des accidents.

## Versions
- CF-104 : Version chasseur-bombardier monoplace pour la RCAF ;
- CF-104D : Version biplace d'entraînement pour la RCAF. Bien qu'étant spécifiques au Canada, ils furent produits par Lockheed aux États-Unis[10].

## Utilisateurs
- Canada : Royal Canadian Air Force (RCAF aviation royale canadienne), puis Canadian Armed Forces (CAF, forces armées canadiennes) ;
- Danemark : Flyvevåbnet (Armée de l'air royale danoise) ;
- Norvège : Luftforsvaret (Force aérienne royale norvégienne) ;
- Turquie : Türk Hava Kuvvetleri (Armée de l'air turque).

## Accidents
- Le 25 novembre 1961, un CF-104 appartenant encore à l'usine de Canadair à Montréal s'est écrasé en raison d'une défaillance du système de compensation automatique de tangage. Il s'agissait du premier accident d'un CF-104[20].
- Le 22 mai 1983, au cours d'un spectacle aérien à la base aérienne Rhein-Main, un CF-104 canadien s'est écrasé (en) sur une route avoisinante, percutant une voiture et tuant ses six occupants, tous de la même famille. Le pilote est parvenu à s'éjecter[20].

## Exemplaires préservés en exposition
- Au Canada :

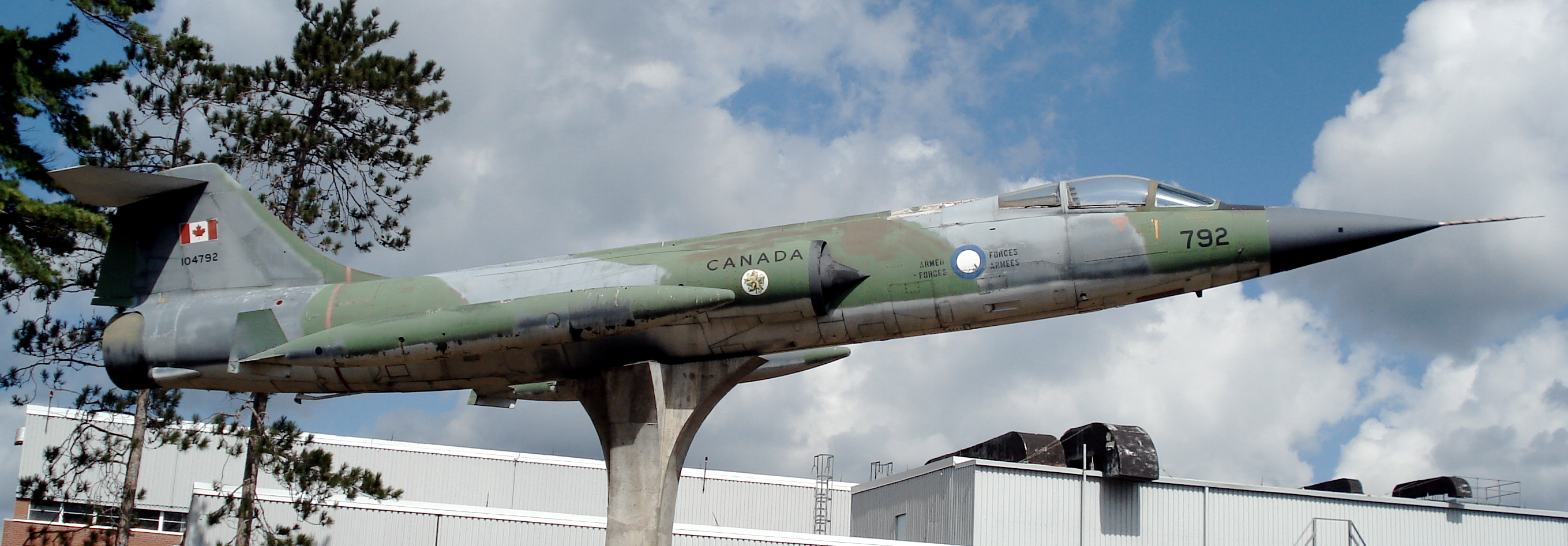
CF-104 exposé à la base de Borden.

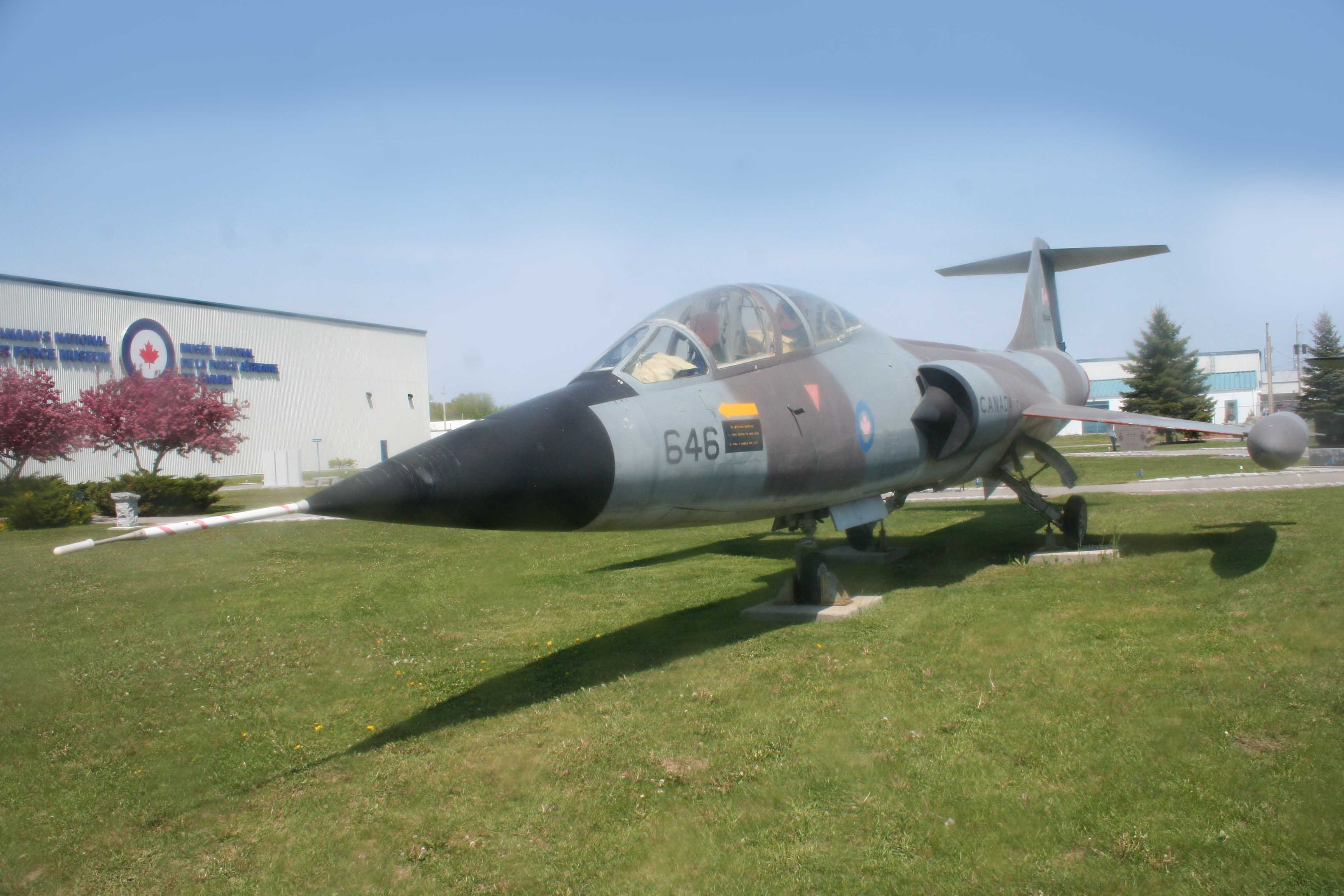
Le CF-104D no 104646, exposé au National Air Force Museum of Canada, sur la base de Trenton.

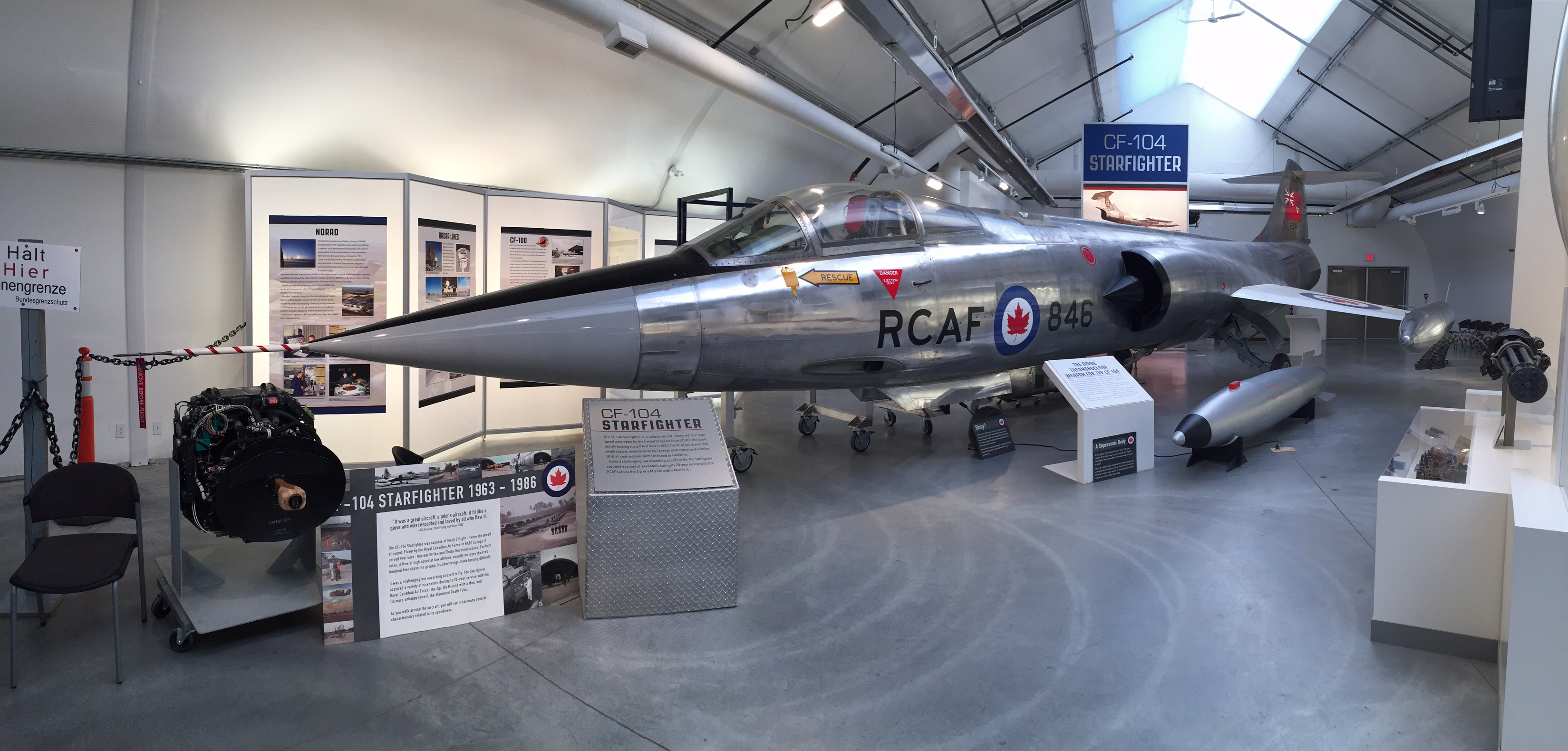
CF-104 exposé à l’Air Force Museum of Alberta, à Calgary, Alberta, Canada.

  - F-104A, numéro de la RCAF « 12700 ». Construit par la Lockheed Aircraft Corporation à Burbank (Californie) en 1957, il a été utilisé comme modèle pour la création du CF-104. Il est exposé au musée de l'aviation du Canada[19] ;
  - CF-104, numéro de la RCAF « 12703 ». Exposé au Canadian Starfighter Museum[21] ;
  - CF-104, numéro de la RCAF « 12846 ». Exposé à l’Air Force Museum of Alberta, à Calgary, Alberta, Canada ;
  - CF-104, numéro de la RCAF « 104783 ». Exposé à l’Atlantic Canada Aviation Museum[22] ;
  - CF-104, numéro de la RCAF « 104784 ». Exposé à la base aérienne de St-Jean-sur-le-Richelieu[23] ;
  - CF-104D, numéro des CAF « 104646 ». Exposé au musée national de la force aérienne du Canada (en), sur la base de Trenton[24],[25] ;
  - CF-104, numéro des CAF « 104792 ». Exposé à la base de Borden ;
  - CF-104, numéro de la RCAF « 104731 ». Exposé au Comox Air Force Museum (en)[26] ;
  - CF-104D, numéros de la RCAF « 104756 » et « 104641 ». Exposés au Canadian Warplane Heritage Museum à Hamilton, en Ontario[27]. Le 104756 est en livrée « Tiger Meet » ;
  - CF-104D, numéro de la RCAF « 104651 ». Exposé à l’Alberta Aviation Museum à Edmonton, Alberta[28] ;
  - CF-104D Exposé au Canadian Museum of Flight, sur l'aéroport régional de Langley[29].
- En France :
  - CF-104, numéro de la RCAF « 104799 ». Exposé au Château de Savigny-lès-Beaune.
- En Hongrie :
  - CF-104, numéro de l'armée de l'air turque « 63-893 ». Exposé au musée de l'Aviation de Szolnok[30].
- En Norvège :
  - CF-104D, numéro de l'armée de l'air norvégienne « 104730 ». Exposé au musée de l'Air Sola, à Stavanger[31] ;
  - CF-104, numéro de l'armée de l'air norvégienne « 104755 ». Conservé à Kjeller, Lillestrøm[32] ;
  - CF-104D, numéro de l'armée de l'air norvégienne « 104766 ». Exposé sur un piédestal devant la base aérienne de Kjeller, Lillestrøm[32] ;
  - CF-104, numéro de l'armée de l'air norvégienne « 104801 ». Exposé au musée de l'Air de Norvège, à Bodø[32] ;
  - CF-104, numéro de l'armée de l'air norvégienne « 104836 ». Donné à l'école d'études supérieures de Bardufoss. Exposé à l'extérieur de la base aérienne de Bardufoss[32] ;
  - CF-104, numéro de l'armée de l'air norvégienne « 104882 ». Exposé à Volvo Aero Norway, Kongsberg[32] ;
  - CF-104, numéro de l'armée de l'air norvégienne « 104886 ». Appareil détenu par un propriétaire privé à Rudshøgda, Hamar ;
  - CF-104, numéro de l'armée de l'air norvégienne « 104889 ». Exposé à l'aéroport de Torp, Sandefjord[32].

## Appareils restaurés en condition de vol

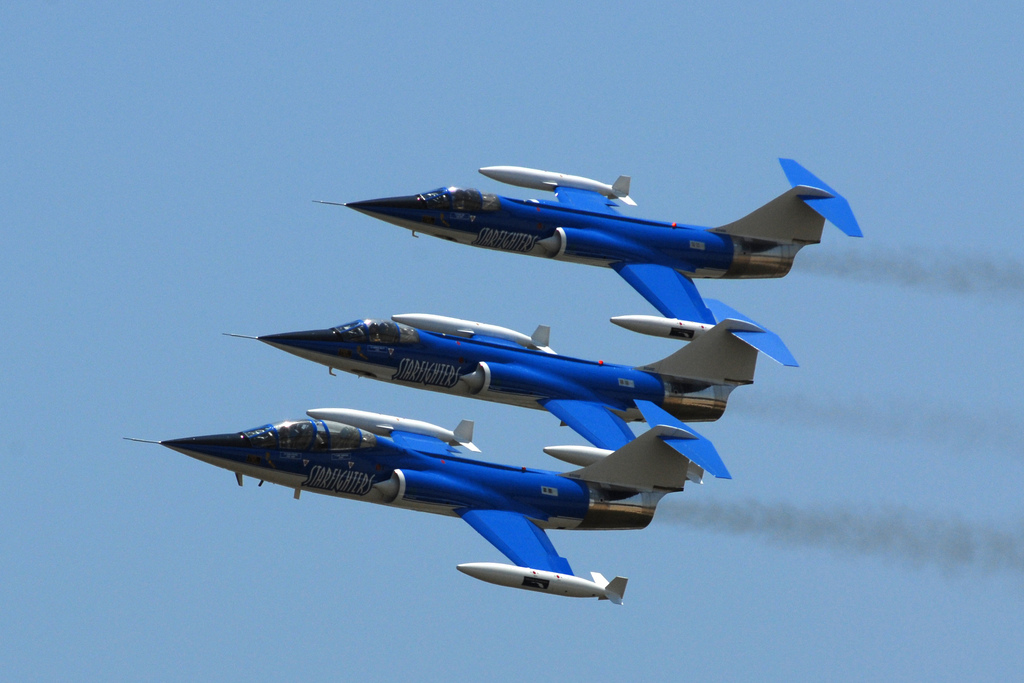
Les CF-104 de la Starfighters Demo Team en 2008.

- L'équipe de démonstration civile Starfighters Demo Team de la Starfighters Inc (en), basée en Floride, utilise actuellement un CF-104D et deux  CF-104, sous le nom de compagnie RLB Aviation Inc[33],[34],[35] ;
- Mark Sherman, à Phoenix, en Arizona, possède et utilise un CF-104D sous le nom de compagnie Fuel Fresh Inc[36] ;
- Le CF-104D numéro 104637 a été restauré en condition de vol par un groupe de volontaires appelé « Les amis du Starfighter ». Il est basé à Bodø, en Norvège[37].